# 小行星23277
小行星23277（23277 Benhughes）是一颗绕太阳运转的小行星，为主小行星带小行星。该小行星于2000年12月20日发现。

## 轨道参数
小行星23277的轨道半长轴为336 699 424 km，2.2506646 UA，离心率为0.034。